# Bronkhorstspruit
Bronkhorstspruit este un oraș în partea de NE a Africii de Sud, în Provincia Gauteng. Este reședința municipalității districtuale Metsweding.